# Achuar
Los achuar  son un pueblo indígena americano perteneciente a la familia jivaroana como los shuar, shiwiar, awajun y wampis (Perú). Asentados en las riberas del río Pastaza, Huasaga y en las fronteras entre Ecuador y Perú, el vocablo achuar tiene su origen en el nombre de las grandes palmeras llamadas "Achu"(Mauritia flexuosa) que existen en los diversos pantanos que abarcan su territorio, Achu= palmeras de Achu, Shuar= Gente, de ahí que viene a ser "Gentes de la palmera Achu".
Los lugareños traducen achuar como hombre de pantano.
En tiempos pasados fueron guerreros muy temidos tradicionalmente por los Shuar. Según ellos un achuar podía seguir a su enemigo hasta aniquilarlo. Durante la guerra del Cenepa los achuares del Ecuador y de Perú formaron una alianza y se mantuvieron neutrales.

## Historia
Algunos investigadores postulan que los achuares se separaron de los shuares hace varios siglos. Esto es apoyado por leyendas que narran los mayores achuar y shuar cuentan como un clan numeroso se dividió en "Muraya Shuar", "Tsumunmaya Shuar" dando origen a las distintas variantes de la etnia, estos últimos darían origen a los achuares.
Durante la conquista española los shuares de las altas tierras habrían migrado hacia tierras bajas acercándose más al territorio achuar, lo que dio origen a alianzas y guerras entre clanes. Ya en la época republicana la población achuar había aumentado y con la aparición de los primeros colonos generalmente "caucheros" apareció el comercio, mediante el trueque se cambiaban finas armas de fuego por un rollo de piel de jaguar y telas para elaborar la vestimenta. De este modo los achuares se proveían de armas para sus futuras guerras. En los años 50 aparecieron los primeros misioneros salesianos que venían evangelizando al pueblo shuar. En esos momentos los clanes achuares se encontraban en plena guerra y la población achuar menoraba poco a poco los misioneros más capaces se comprometieron a evangelizar a los achuar y así inició la travesía del célebre Padre Luis Bolla quien evitó una matanza entre los clanes de los "Tanchim-Tsamarint" y el clan del guerrero "Kashijint" de este guerrero se dice que era el más temido y que disolvía a un clan de la noche a la mañana (según crónicas del Padre Luis Bolla), ya en los años setenta las guerras habían llegado a su fin gracias a la intervención del Padre y se creó el primer centro que se llamó "Pumpuents" y unos meses más tarde se celebró la primera misa colectiva y se crearon nuevos centros ya en los años setenta, a esas alturas el Padre Luis Bolla ya dominaba el idioma achuar y mediante el consentimiento de los superiores salesianos se creó la primera misión salesiana que se llamó "Wasakentsa" a orillas del río del mismo nombre (Huasaga) y se creó el primer colegio Internado.
En los años 90 por la necesidad de ser reconocidos como pueblo y nacionalidad los achuar deciden formar su propia organización meses después surge la OINAE (Organización Interprovincial de la Nacionalidad Achuar del Ecuador"). La OINAE fue reconocida legalmente el 5 de noviembre de 1993 por el Ministerio de Bienestar Social de ese entonces este cambio significó un gran avance hacia la apertura de nuevos horizontes y la participación del pueblo Ahuar en la política.
Durante el conflicto armado del Alto Cenepa los achuar del Ecuador y de Perú Formaron una alianza y resguardaron la frontera de soldados peruanos que intentaban cruzar e invadir la frontera noroeste del ecuador esto molestó al entonces presidente de Perú quien bloqueo todo contacto con los achuar del Perú[cita requerida], en 1998 se firma el tratado de paz entre Ecuador y Perú y se crea la COBNAEP (Coordinación Binacional de la Nacionalidad Achuar del Ecuador y del Perú) reanudando otra vez el contacto y el libre tránsito entre los achuar del Perú y Ecuador.
En 1996 la OINAE pasa a llamarse FINAE (Federación Interprovincial de la Nacionalidad Achuar del Ecuador) nombre que mantuvo hasta abril del 2005 cuando adoptó el nombre definitivo de la NAE (Nacionalidad Achuar del Ecuador).
Actualmente trabaja con organizaciones internacionales como The Pachamama Alliance, Indio Hilfe, IBIS. el pueblo achuar mantiene una fuerte oposición en contra de las empresas petroleras y mantiene una lucha constante.

## Idioma
El grupo étnico Achuar forma parte del conjunto de los Shuar y conforman uno de los cuatro grupos dialectales 
que constituyen la familia lingüística Shuar (Achuar, Shuar, Awajún y Wampis).
La lengua principal es Achuar Chicham o Achuar, emparentada con otras lenguas como el Shuar Chicham pero difieren mucho con la lengua Awajunt salvo algunas palabras y frases por este motivo estos últimos algunos investigadores creyeron que no eran de la familia jivaroana. En el idioma achuar existen solo cuatro vocales a, e, i, u, solo la "e" se pronuncia de diferente manera además el alfabeto consta de 21 letras a, aa, ch, e, ee, i, ii, j, k, m, n, p, r, s, sh, t, ts, u, uu, w, y. En 1982 investigadores de lenguas japoneses quedaron asombrados al escuchar grabaciones de conversaciones achuar al percatarse que hablaban el 30% de una lengua extinta de la isla de Okinawa en Japón.[cita requerida]
Es interesante señalar que la mezcla pluriétnica en los márgenes noroccidentales del territorio Achuar es un fenómeno muy antiguo, sobre todo en relación con los Canelos, grupo heterogéneo formado principalmente por elementos Achuar y Záparo.
Así, en el Alto Conambo, el Alto Corrientes y el Alto Copataza, los Achuar se han vuelto casi todos bilingües en Achuar y en Quichua.

## Situación geográfica y demográfica
Entre Ecuador y Perú, en el corazón del Alto Amazonas, los Achuar ocupan un gran territorio de dos grados de latitud y más de dos grados de longitud. Del noroeste al sureste, el eje de este territorio está formado por el río Pastaza, desde su unión al Copataza, a unos 50 kilómetros al este de las primeras estribaciones de los Andes, hasta unirse con el Huasaga, 200 kilómetros más al sur. El límite septentrional de la zona es el Pindo Yacu, en la frontera con Perú. Este mismo río, llamado Tigre tras su confluencia con el Conambo, es el límite oriental de la expansión Achuar hasta su junción con el Corrientes. Al sur del Pastaza, el límite occidental lo conforma el Macuma hasta su confluencia con el Morona y por éste hasta su unión con el Anasu. Al oeste del Macuma, una falla tectónica que introduce un desnivel abrupto es la frontera natural entre los Jívaro Shuar del oeste y los Jívaro Achuar del este, y una línea imaginara que une desde el oeste del lago Anatico hasta el río Morona en su confluencia con el Anasu delimita su borde meridional.
En este territorio, en 1977, había unos 4500 Achuar. Dentro del territorio global de 12.000 kilómetros cuadrados de extensión de los Achuar en Ecuador, el sector al norte del Pastaza es la región más amplia, con una superficie de 9.000 kilómetros cuadrados aproximadamente. En este espacio viven 1.100 Achuar contra 900 en la zona del sur del Pastaza. De estos 1.100 individuos, casi la mitad está asentada en cinco centros bajo la influencia de los protestantes, y la otra mitad está dispersa a lo largo del Pastaza. La tasa de población respecto a toda la extensión espacial ocupada es extremadamente baja: en Ecuador 2000 Achuar se reparten una región de superficie superior a Jamaica, quedando una densidad de 0.17 habitantes por kilómetro cuadrado que se reparten simultáneamente entre dos tipos de nicho ecológico: hábitat interfluvial y hábitat ribereño.
Los Achuar no siempre habitaron un territorio tan amplio: su presente expansión es producto de los grandes movimientos históricos que afectaron a esta región del Alto Amazonas desde el siglo XVI. Ahora los Achuar ocupan la región de Ecuador y Perú de modo casi exclusivo, pues no se encuentran por ninguna parte en contacto directo con una frontera seguida de colonización.

## Costumbres
Sus costumbres son casi similares a los de los Shuar pero difieren mucho en cuanto a la forma de practicarlos. En la antigüedad el achuar era muy apegado a sus tradiciones que al principio los misioneros tuvieron dificultades.
Los Achuar, a pesar de la creciente colonización en la amazonia peruana y ecuatoriana siguen sus costumbres ancestrales como la práctica de la poligamia, la pintura de guerra, el discurso de guerra (Aujmamu), y la tradicional toma de guayusa (Wayus), las visitas y las alianzas aunque su forma de vestir los han cambiado por la vestimenta occidental excepto los mayores ellos usan el tradicional "Itip" llevan el pelo largo adornado con la tradicional corona de plumas de vistosos colores llamada "Tawasap" en la antigüedad y hasta la actualidad solo lo llevan puesto los líderes y los guerreros que han recibido la fuerza de "Arutam", para recibir la fuerza de "Arutam" el mayor pone a hervir el bejuco del "Natem" (Ayahuasca) mientras ayunan durante 3 días y guardan abstinencia sexual al tomar el líquido el individuo es dejado en la selva en una cabaña para que sueñe sobre su futuro y reciba la fuerza de "Arutam" solo el más fuerte es capaz de recibir el máximo poder que se presenta encarnado en un jaguar bajo una fuerte tormenta que oscurece la selva, al siguiente día es atendido por el "Wishint" (Shaman) para que revele sus sueños, Los "Wishint" son expertos en el manejo de los "Tsentsak" dardos que tienen el poder de curar y hacer el mal depende del tipo de "Wishint" los achuar al no poder curarse con medicinas occidentales acuden a estos shamanes para curarse de los males provocados por "Tsentsak" del "Wishint" malo al descubrirse el autor puede generar sed de venganza por parte del afectado hacia el "wishint" malo, esto es uno de los motivos de conflicto.

## Sistema económico tradicional y actual
Como muestra Descola (1988), la economía internacional ha desarrollado una serie de formas de penetración en la región Achuar que se presentan con mucho más acento y consecuencia en la parte peruana de su territorio que en la ecuatoriana. Entre los Achuar de Perú se ha instaurado la figura del patrón, un comerciante blanco o mestizo establecido permanentemente en una concesión forestal que explota gracias a la mano de obra indígena y que se basa en el intercambio voluntario pero desigual con los indígenas. Como se ha mencionado en la introducción, estos elementos han configurado un criterio de elección del sujeto de estudio para Descola, que se focaliza en los Achuar de Ecuador debido a que no han experimentado estas transformaciones en su sector económico.
Los Achuar de Ecuador no explotan su medio ambiente de modo intensivo, por lo que se asimilan mucho más a sociedades cazadores-recolectores, ocupando un hábitat semidesértico, que a la mayoría de sociedades amazónicas de rozadores tropicales.
Los modos en que los Achuar usan la naturaleza varían en alternancia según las estaciones, elaborando un calendario de recursos naturales que marca las diferentes temporadas (de peces, del desove, de los huevos de tortuga, de la grasa de mono lanudo, de ranas, de frutos silvestres, de frutos tardíos…). Cada momento del año se ve marcado por una relación privilegiada del hombre con uno de los campos de la naturaleza (la selva -dispensadora de frutos, insectos y espacio de caza arbolícola-, o el río -proveedor de peces, tortugas y caza acuática-), aunque hay variaciones en la inclinación hacia uno u otro según el hábitat ribereño e interfluvial.
La reproducción simple o economía doméstica rige el funcionamiento del sistema económico Achuar, y se despliega en las zonas concéntricas de la casa, los huertos y la selva. Por regla general, cada unidad residencial corresponde a un grupo doméstico autónomo de producción y consumo; la unidad doméstica siempre es la encargada de suministrar de inmediato la apropiación y/o transformación de la naturaleza.
El huerto, “aja”, es la anexión inicial de una porción de naturaleza a la que le sigue su transformación. Se trata de una tala y calvero para la posterior plantación del huerto, por lo que los Achuar practican la horticultura itinerante sobre chamicera de tipo pionero (buscan siempre nuevas porciones de selva). Desde el punto de vista de la organización del trabajo, la horticultura sigue la clásica división sexual de tareas: el esbrozo y tala son actividades exclusivamente masculinas, mientras que la siembra, desyerba y cosecha son femeninas. En principio, cada mujer dispone de su propio huerto, por lo que no se puede hablar de una explotación comunitaria del huerto por el grupo de coesposas: cada una es sólo responsable de la plantación, cultivo, cuidado y cosecha de su parcela. Las mujeres Achuar tienen una inclinación a hacer crecer en sus huertos un gran número de especies y variedades, puesto que esto refleja su competencia en horticultura y la asunción plena del papel social principal que se les atribuye. Los cultivos dominantes son, de todas formas, la mandioca, la colocasia, el ñame, la patata dulce y el plátano. La mandioca es considerada como el alimento por excelencia, y su cerveza es un componente intrínseco de la vida social y doméstica. Los huertos Achuar muestran la sofisticación técnica de la horticultura de roza en esta sociedad: dotada de una productividad elevada, exigiendo poco trabajo, proporcionando una gran variedad de productos, adaptada a las variaciones de suelos y climas, desarrollándose sin epidemias ni parásitos, etc.
La selva, se somete a tomas ocasionales mediante las otras dos actividades que suministran alimento ente los Achuar; la caza y la recolección. Estas dos actividades no se encuentran en el mismo plano, puesto que la segunda se concibe como una empresa bonachona que no exige contrapartida, que puede ser un complemento y un entretenimiento. En la caza, el arma principal es la cerbatana de madera, y su fabricación es una de las pocas formas de especialización técnica en esta sociedad. También se utilizan venenos, “curare”, para las cerbatanas, trampas y perros auxiliares, amaestrados para matar a algunos animales. Existen distintos tipos de caza, pero en todos ellos lo esencial no es tanto la destreza en el manejo de las armas como el conocimiento profundo de las costumbres y el comportamiento de los animales cazados). Una vez cazado y recogido el animal, las mujeres se encargan de repartirlo en la casa y esta carne es considerada como una contribución esencial al bienestar, mientras que la mandioca es el alimento básico para la sobrevivencia biológica. En cuanto a la recolección, la selva familiar (los 5 o 6 kilómetros cuadrados que bordean inmediatamente el huerto), es recolectada (tanto plantas como animales y sus productos) de forma intensiva por mujeres y niños durante todo el año. La recolección y el huerto otorgan, como señala Descola (1988), autonomía alimenticia a las mujeres, ya que pueden sobrevivir sin la caza de un hombre, mientras que de este sería impensable que trabajase en el huerto, recolectase y preparase la comida.
El río es una esfera diferente a la selva y el huerto a nivel simbólico, como veremos más adelante. Los Achuar son pescadores especializados, pues cada técnica está adaptada a un tipo específico de corriente de agua y a la población de peces que lo habita. Algunos tipos de pesca son reservados únicamente a los hombres mientras que otros son realizados por mujeres y niños o de forma colectiva (participan conjuntamente todos los miembros de la casa o, a veces, varias unidades domésticas vecinas).
Entre los Achuar, el trabajo no es concebido como una forma de actividad específica, separable de las demás manifestaciones de la práctica social. De hecho, no disponen de ningún término o noción que sintetice la idea general de trabajo como conjunto coherente de prácticas para producir los medios materiales necesarios para la existencia, ni términos que designen la caza, la horticultura, la pesca o la artesanía; las categorías indígenas recortan los procesos de trabajo de manera completamente diferente a la nuestra. Tampoco establecen léxicamente una división clara y diferenciada entre taras masculinas y femeninas, ni una diferencia valorativa entre estas, ya que los Achuar conciben el trabajo como una relación permanente con un mundo dominado por espíritus que seducir, constreñir o apiadar mediante técnicas simbólicas aplicadas. Así, las diferencias en el reparto sexual del trabajo se basan en la idea de que cada sexo no puede realizar plenamente sus potencialidades más que en la esfera adecuada a su campo de manipulación simbólica, por lo que no se genera ninguna disparidad jerárquica entre sexos. En la medida en que el grupo doméstico aislado se representa a sí mismo como un microcosmo con independencia social y económica, el sistema de producción marcado por la voluntad autárquica se organiza en torno a la división sexual de las tareas. Hombres y mujeres de la unidad doméstica se encuentran en una relación estrecha y recíproca de dependencia y complementariedad en relación con las condiciones materiales de su reproducción. Además, los tiempos de trabajo y ocio son finalmente los mismos para hombres y mujeres a pesar de las diferencias en el tipo de actividades y la forma de desarrollarlas de ambos. Otro aspecto importante de la representación Achuar del reparto del trabajo es que, cualesquiera que sean las capacidades individuales, existe para todos un mismo límite superior en el gasto medio de tiempo de trabajo, por lo que la evaluación de la cantidad media de trabajo de un hombre o una mujer es independiente de la productividad del mismo; se determina por la norma indígena de repartición del tiempo entre el trabajo y los ratos de ocio. Así, la intensificación del trabajo ocurre mediante la optimización de su realización, ya que su duración está socialmente limitada.
Para los Achuar, la finalidad del buen uso de la naturaleza no es la acumulación infinita de objetos de consumo, sino la obtención de un estado de equilibrio, “el bien vivir”, “shiir waras”, que traspasa las categorías de la economía al centrar su eje en la paz doméstica. En la esfera económica, sin embargo, el buen vivir puede definirse, para Descola (1988), a través de la productividad del trabajo, la tasa de explotación de recursos o la composición cuantitativa/cualitativa de la alimentación. En este sentido, el autor señala como los Achuar sólo utilizan una fracción mínima de la cantidad total de trabajo que podrían movilizar, dedicando tres horas y media al día, de promedio por individuo, a actividades de aprovisionamiento alimenticio. Además, la horticultura Achuar produce grandes excedentes potenciales de mandioca que nunca son explotados, pues constituyen una cuestión de prestigio social en cuanto a la extensión del huerto; la superficie plantada es siempre superior a la efectivamente explotada por motivos culturales. De esta manera, uno de los criterios del “bien vivir” es asegurar el equilibrio de la reproducción doméstica explotando sólo una escasa fracción de los factores de producción disponibles.
Por último, Descola (1988) señala que la ecología de los Achuar se puede calificar como doméstica ya que cada unidad doméstica se piensa como un centro singular y autónomo en permanente relación con el medio ambiente, basándose en la idea de que, en la naturaleza, se juegan relaciones sociales idénticas a las que se tienen en la casa; la naturaleza es doméstica.

## Organización social y política
Entre los Achuar existen unas estructuras denominadas nexos endógamos (aunque tal concepto no existe formalmente en el pensamiento Achuar), constituidos por un conjunto de diez a quince unidades domésticas dispersas por un territorio delimitado y cuyos miembros mantienen relaciones estrechas de consanguinidad y afinidad. La forma de matrimonio prescriptivo entre primos cruzados bilaterales. La poliginia, preferentemente sororal, es generalizada, y la residencia es estrictamente uxorilocal, siendo el levirato practicado de modo sistemático. La endogamia entre los nexos, por otro lado, nunca es absoluta.
El eje territorial de un nexo endógamo lo forma un río cuyo nombre caracterizará la común pertenencia de los miembros de un nexo a una unidad geográfica, junto con el campo de influencia de un gran hombre, “juunt”, guerrero de valor reconocido quien, por su habilidad en manipular grandes redes de alianza, es capaz de organizar la estrategia ofensiva o defensiva de un nexo. Tiene, así, un papel dirigente únicamente en períodos de conflicto y sólo para asuntos militares; la fidelidad que se le brinda es personal, transitoria y sin codificación institucional.
La organización social Achuar gira en torno al faccionalismo y a la institucionalización de la guerra interna. El nexo, pues, no es más que la trama donde coyunturalmente se traba una red fluida de solidaridades de parentesco y alianzas militares gobernadas por un ambiente de tensión y suspicacia. Los Achuar engendran una vida social construida alrededor de la idea de autonomía, que en el orden espacial se traduce en el esparcimiento de las casas, única unidad inmediatamente perceptible de la sociedad Achuar, polo de estabilidad y elemento estructurante en la sociedad Achuar.
La casa es la unidad mínima de la sociedad Achuar y es la única explícitamente concebida como una forma normativa de agrupamiento social y residencial. Así, entre el grupo doméstico y el grupo tribal, no existe ninguna forma intermedia de agrupamiento social y territorial fundado en afiliaciones explícitas, unívocas y permanentes. Unidad residencial aislada de producción y consumo, la casa es un conjunto ideológicamente replegado sobre sí mismo, con una sociabilidad íntima y libre que contrasta con el formalismo de las relaciones entre las casas. Una casa está formada por una familia, a veces nuclear, pero generalmente poliginia, aumentada, según los casos, por yernos residentes y miembros singulares de la parentela del jefe de la familia o de sus esposas. Sin embargo, estas ampliaciones son excepcionales puesto que los Achuar son reacios a formas de convivencia plurifamiliares, y los agrupamientos de dos o tres casas son siempre temporales y no implican una puesta en común de los recursos y las capacidades de la casa.
La casa es el eje central de la vida social. El jefe de familia que ha construido la casa da a la familia su coherencia social y material, por lo que sólo el jefe le confiere su marca de lugar habitado, aunque sin él esté rebosante de actividad y llena de gente; es su “principio activo”. El “tankamash” es el espacio de sociabilidad masculina, prohibido para las mujeres, donde el jefe de la familia recibe a sus visitantes, ejerce la palabra masculina, caracterizada por el formalismo retórico en diálogos rituales con los visitantes, condición previa a toda conversación formal. El “ekent” es el foco de sociabilidad femenina de la casa, pero es, a su vez, un espacio libremente abierto a los hombres de la casa. Es un lugar privado, íntimo, donde se cocina y se duerme, despojándose del formalismo del “tankamash”. Esta dualidad continúa fuera de la casa, siguiendo un juego de conjunción y disyunción: el “tankamash” es un espacio de disyunción (excluye a las mujeres), igual que lo es el huerto (excluye a los hombres). El “ekent”, por otro lado, es un espacio de conjunción (predominan las mujeres, pero incluye a hombres) igual que lo es la selva (predominancia masculina pero que admite mujeres). El área que rodea la casa, “aa”, es un espacio de conjunción en el prolongamiento del “ekent” y de disyunción cuando continua al “tankamash”. El río, por su parte, adquiere también su carácter según el lugar que atraviesa. Estas dinámicas de disyunción y conjunción se invierten cuando hablamos de las relaciones entre el grupo doméstico y el universo social que lo rodea: las relaciones entrecasas, conjunción, están mediatizadas a través de los espacios masculinos (“takamash”) mientras que la sociabilidad intra-casa, disyunción, tiene como eje el “ekent”, espacio femenino.

## Cosmología y sistema de creencias
El mundo Achuar es balizado por una red de coordenadas espaciotemporales muy diversificadas: los ciclos astronómicos y climáticos, la periodicidad estacional de varios tipos de recursos naturales, los sistemas de referencias topográficos y la organización escalonada del universo tal y como la define el pensamiento mítico.
Aunque los Achuar no teorizan espontáneamente sobre la organización del cosmos, Descola señala que, para ellos, espacio y tiempo no son dos categorías distintas de experiencia, sino dos órdenes que se mezclan constantemente en un diverso sistema de referencias empíricas. Así, el cosmos Achuar puede organizarse en una escala conceptual que distribuiría los distintos sistemas de localización espacio-temporal en función de su posición en un campo polarizado por el implícito y el explícito: en un extremo estarían los modos concretos de recorte de lo real (los sistemas de medida), mientras que en el otro se situaría una imagen del universo, que nunca se encuentra como tal en la glosa Achuar pero que puede reconstruirse a partir de elementos heteróclitos de mitos y refranes. La transición gradual de lo explícito a lo implícito toma también la forma de un paso progresivo de lo humano a lo no humano. En esta concepción, el plano celeste y el plano acuático-celeste forman un continuum: la tierra es representada como un disco totalmente cubierto por la bóveda celeste, “nayampim”, y la unión circular entre el disco terráqueo y la semiesfera celeste está formada por un cinturón de agua, fuente original de los ríos y lugar de su fin. El cielo emerge del agua y, en la periferia del plano terrestre, no hay solución de continuidad entre ambos.
Cada uno de los campos en los que se desempeña la praxis Achuar cotidiana (selva dispensadora de frutos, insectos y caza arbolícola o río proveedor de peces, tortugas y caza acuática) se conecta con otros pisos cosmológicos: la bóveda celeste que emerge de las inaccesibles aguas abajo y los mundos subterráneos y subacuáticos poblados por una cohorte de espíritus. Los Achuar tienen la conciencia de vivir en la superficie de un universo cuyos diferentes niveles están cerrados en las circunstancias ordinarias, formando un estrato con límites muy estrechos: hacia arriba, la copa de los árboles es una frontera infranqueable, debajo de la planta de los pies o del casco de la piragua se abren mundos desconocidos. En estos pisos cosmológicos, y repartidos en razas distinguidas, existen espíritus tutelares de la caza, la pesca, y algunos sirven de auxiliares a los chamanes. Bajo la tierra y bajo las aguas se abren universos habitados, paralelos al existente en la superficie y con los cuales hay que intentar vivir en buena inteligencia para que abandonen su agresividad nativa y permitan a los Achuar tomar en los distintos campos de la biosfera lo necesario para su existencia.
En cuanto a los animales y las plantas, cada uno se ve dotado por los Achuar de una vida autónoma de afectos humanos: todos los seres de la naturaleza poseen una personalidad singular que les distingue de sus congéneres y que permite a los hombres establecer con ellos un comercio individualizado. De esta manera, la naturaleza no tiene más existencia que la sobre-naturaleza puesto que todos los seres de ella poseen algunos atributos de la humanidad, y las leyes que los rigen son casi idénticas a aquellas de la sociedad civil. Los seres humanos y la mayoría de plantas, animales y meteoros son personas dotadas de un alma y una vida autónoma. El pueblo de los seres de la naturaleza forma, pues, conceptualmente un todo, cuyas partes son homólogas en sus propiedades, pero solo los humanos son “personas completas”, en el sentido de que su apariencia está plenamente conforme con su esencia y tienen el “alma verdadera”, “nekas wakan”. Si los seres de la naturaleza son antropomórficos, es porque sus facultades sensibles son postuladas idénticas a aquellas de los humanos, aun cuando su apariencia no lo sea.
El referencial común a todos los seres de la naturaleza no es el hombre en calidad de especie, sino la humanidad como condición. Al perder su forma humana, los seres de la naturaleza pierden su aparato fonatorio y por tanto la capacidad de expresarse con lenguaje articulado, pero conservan ciertos atributos de su estado anterior: la vida de la conciencia y una sociabilidad ordenada según las reglas del mundo de las personas completas. La mitología Achuar se dedica casi por completo al relato de las condiciones en las que los seres de la naturaleza han podido adquirir su presente apariencia. En el seno de un continuum de consustancialidad postulada, existen fronteras internas delimitadas por diferencias en las maneras de comunicar, y es según la posibilidad o imposibilidad de instaurar una relación de intercambio de mensajes que todos los seres, incluidos los hombres, se encuentran repartidos en categorías estancadas. Los cuerpos celestes, por su parte, son mudos y sordos a los discursos de los hombres y los únicos indicios que entregan de su existencia espiritual son los signos físicos que los Achuar interpretan como presagios o referencias temporales.
Así, hay dos niveles distintos de realidad instaurados por modos distintos de expresión. La condición de la existencia del otro en uno de los planos de realidad se resume a la posibilidad o imposibilidad de entablar diálogo con él. Las relaciones entre hombres, animales y plantas son, pues, complejas debido a que tienen diferentes modos de comunicación según las circunstancias, pero pueden comunicarse gracias a la existencia de una intersubjetividad común que puede expresarse más allá de las barreras lingüísticas, a través, por ejemplo, de canciones.
Algunos de estos espíritus con los que los Achuar entablan diálogos más importantes son aquellos que gobiernan los principales ámbitos de actividad de la sociedad: el huerto “Nunkui”, la selva y el río. Así, la condición necesaria para una práctica eficaz de la horticultura es el establecer un trato directo, armonioso y permanente con “Nunkui”, el espíritu tutelar de los huertos. Esta se consigue a través de los cantos mágicos “anent” y de amuletos “nantar”, cuyo buen uso se considera requisito previo para la práctica eficaz de la horticultura junto con el cumplimiento obligatorio de ciertos rituales y tabúes alimenticios. En el ámbito masculino de la caza, el espíritu tutelar es la figura de “Shakaim”, los espíritus “amana” -con la que los hombres entablan relaciones de afinidad a través de “anent” y amuletos “Namur”-, y los espíritus “Kuntiniu Nukuri” (“las madres de la caza”)- visibles únicamente por los chamanes a quienes sirven de auxiliares, sin aventajarles por ello en la cacería: los chamanes pueden amplificar las capacidades técnicas del cazador, pero no la seducción de los animales y de sus espíritus tutelares. Así, el chamán aumenta la fuerza atractiva de amuletos de cacería en provecho de quienes vienen a pedírselo a cambio de la retribución correspondiente-. Tanto los “anent” como los “nantar” son vectores privilegiados del control simbólico de las mujeres y hombres que pretenden dominar mejor los constreñimientos invisibles que influyen en sus prácticas, y se transmiten solo por parientes cercanos del mismo sexo o a través de espíritus en un viaje del alma.
Tanto horticultura como cacería se conciben, pues, como relaciones y diálogos con los espíritus tutelares a través de “anent” y amuletos. Estas relaciones tienen un carácter diferencial según el ámbito femenino y masculino: las mujeres, en el huerto, reproducen las relaciones maternales y de consanguinidad que “Nunkui” tiene con las plantas, mientras que los hombres establecen una especie de nexo personal de alianza y afinidad con los animales de caza. Se vuelve a dar, pues, un juego de oposiciones entre el mundo cerrado del huerto y el mundo abierto de la selva, el espacio de disyunción de los sexos donde se da rienda suelta a la consanguinidad maternante y el espacio de conjunción consagrado a los juegos peligrosos de la alianza, la horticultura domesticadora de los hijos vegetales y la caza seductora de los afines animales.
En cuanto a los ríos, estos espacios más instrumentos de mediación que autónomos, y articulan la totalidad de los pisos cosmológicos. Esto se refleja en la multiplicidad de usos sociales combinados del río: no puede reducirse a una función binaria, pues trasciende la oposición entre conjunción y disyunción, aunque puede percibirse como una combinación de ambos. La relación con los espíritus del río también es distintiva: Mientras que los hombres pueden comunicarse con algunos “seres del agua” cuyo hábitat es el medio acuático y el terrestre, les es imposible establecer una relación interlocutiva con los peces que viven enteramente bajo el agua, por lo que no les dirigen “anent” y descansan en los amuletos de pesca para atraerles.

## Relaciones interétnicas
Los Achuar habitan un territorio muy amplio de modo casi exclusivo. Sin embargo, a la periferia noroccidental, septentrional y nororiental, las poblaciones quichua de la selva, limítrofes de los Achuar desde hace tiempo, tienden a penetrar cada vez más profundamente en su territorio para implantarse allí. Hay, de hecho, unas zonas de población biétnicas en las que los asentamientos son, ya sea completamente mixtos (Alto Conambo) o étnicamente separados, muy próximos unos de otros. Esta mezcla pluriétnica en los márgenes noroccidentales del territorio achuar es un fenómeno muy antiguo, ya que los Indios Canelos son un grupo heterogéneo formado principalmente de elementos Achuar y Zaparo. Así, en el Alto Conambo, el Alto Corrientes y el Alto Copataza, los Achuar se han vuelto casi todos bilingües en Achuar y Quichua.
Una de las poblaciones que ejercen esta presión de expansión en el territorio Achuar, por el lindero occidental y desde hace unos treinta años, son los Jívaro Shuar: los colonos han ocupado sus tierras del valle el Upano, y el desarrollo de la colonización pastoral les hace migrar hacia el este, estableciéndose al este del Macuma, que formaba el límite infranqueable entre los dos grupos dialectales. Los Shuar invitaron a los Achuar (a pesar de ser sus enemigos hereditarios) a formar parte de la federación indígena que constituyeron. De esta manera, en la parte del territorio achuar delimitada como un triángulo por el Pastaza, el Macuma y la frontera con el Perú, cierto número de casas se reagruparon en semialdeas, llamadas centros, beneficiándose de los servicios de la Federación y de la educación bilingüe radiofónica impartida por instructores Shuar. Esto habría sido inconcebible a finales de los años sesenta, puesto que todo Shuar en territorio achuar se encontraba en peligro. 
Por último, los Achuar son vecinos de los Jívaro Huambisa al oeste, a lo largo del río Morona en la parte peruana. Los matrimonios entre los Huambisa y los Achuar se han hecho práctica ordinaria en los márgenes del territorio, y ambos dialectos son inteligibles al ser de la familia Jívaro. Los Achuar tienen contactos menos frecuentes con los Candoshi-Shapra que con el resto de vecinos indígenas jibarohablantes o quichuahablantes. Por lo demás, tanto en el Ecuador como en Perú, las poblaciones lindando inmediatamente con los Achuar son otros grupos indígenas, generalmente más aculturados que ellos y por eso desempeñando el papel de vectores intermediarios de la influencia occidental.

## Otras informaciones de interés
Los Achuar son una sociedad que valora considerablemente el control del cuerpo y de sus funciones. Sobre todo, para un hombre, el ejercicio de la voluntad y la exteriorización de la firmeza de espíritu se manifiestan por el control de las exigencias físicas. La frugalidad y la aptitud a la vigilia son dos virtudes muy valoradas por los Achuar. Obligarse a comer poco, a dormir con parsimonia, a bañarse en el agua fría del río antes del alba luego de haberse purificado las entrañas, es someterse a obligaciones indispensables para purificar el cuerpo de sus residuos fisiológicos. Por otro lado, de todas las sustancias corporales de las cuales la voluntad domina la emisión, sólo la saliva es libre y públicamente expulsada dentro del recinto de la casa. La saliva femenina es el primer agente de fermentación de la cerveza de mandioca, y la saliva de los hombres constituye un contrapunto de todos los diálogos y conversaciones, dando ritmo a la conversación con la cadencia de las emisiones (tanto más aceleradas cuanto que la tensión entre los interlocutores más se manifiesta). Principio de la transformación alimenticia y lubricante fónico, la saliva es una sustancia corporal a la vez instrumental y altamente socializada, puesto que ayuda a la palabra.
El corazón es el centro de la actividad intelectual y emotiva, y la sangre es el medio por el cual la vida y los pensamientos son llevados a las distintas regiones del cuerpo. Para los Achuar, cada individuo dispone de una cantidad de sangre limitada, siendo imposible reconstituir la sangre perdida.
Representando la horticultura como una actividad eminentemente peligrosa y aleatoria (cuando no lo es), todo sucede como si el pensamiento Achuar quisiera plantear como equivalentes, en cuanto al riesgo, el campo paradigmático de las prácticas femeninas y masculinas. Convertir una tarea manifiestamente rutinaria y domesticada en una empresa insegura donde se arriesga la salud y la vida es negarle a la caza toda posibilidad de preeminencia en un sistema de valorización de los estatutos que se basaría en una jerarquización de las funciones productivas según los riesgos que implican. La mujer Achuar no piensa en su trabajo en el orden de lo subalterno ni su función económica en el orden de la subordinación.
Las mujeres dan a luz en el huerto. El parto es un asunto de mujeres, efectuado en un ámbito femenino, y ningún hombre debe estar presente en el huerto durante el parto y la expulsión. La parturienta es asistida por una o dos mujeres más, con preferencia de su madre, sus hermanas o las coesposas de su esposo. Ellas construyen el pórtico sobre el que se sienta, vigilan la expulsión de la placenta, cortan el cordón umbilical y lavan al recién nacido. Las mujeres también reciben a sus amantes en el huerto, pues es el único lugar accesible donde ellas están más o menos seguras de encontrarse a solas. Si el marido descubre a los dos amantes, el castigo es la muerte de ambos, asesinados al instante por el marido ofendido. El adulterio en el huerto implica una ruptura total de la norma social en la medida en que une los sexos allí donde deberían estar separados -pues el huerto es un espacio de disyunción- y establecen una afinidad clandestina allí donde debería reinar la consanguinidad maternal -ya que el huerto es un lugar de maternidad humana y vegetal-.
La selva les provee de todo lo necesario generalmente viven de la caza y la pesca y los tubérculos que siembran en sus chacras como yuca, camote, papa china, zapallos, el hombre se encarga del desmonte de la tierra destinada al sembrío y las mujeres se encargan de la siembra, las casas achuar por lo general siempre están situadas en el centro de las chacras los que tienen dos mujeres y más tienen grandes casas estas son de forma ovalada como un barco boca abajo sin paredes tienen un diseño arquitectónico hermoso en tiempos de guerra se hacían paredes con quinchas de palmeras muy duras. En la casa achuar nunca falta la "Nijiamanch" chicha de yuca fermentada que tiene un grado alcohólico moderado que son ofrecidas a los visitantes, son frecuentes las visitas entre parientes y amigos generalmente después de tomar la "Wayus" (guayusa)a las 3 o 4 de la madrugada y que luego es vomitada, esta planta genera un estado de equilibrio y relajación razón por la cual lo toman muy a menudo también es la ocasión para planificar y enseñar conocimientos de padres a hijos.
En tiempos de crisis es frecuente ver los tradicionales discursos de guerra "Aujmamu" y danzas de guerra.